# Arcygobius baliurus
Arcygobius baliurus är en fiskart som först beskrevs av Valenciennes, 1837.  Arcygobius baliurus ingår i släktet Arcygobius och familjen smörbultsfiskar. Inga underarter finns listade i Catalogue of Life.